# Микола Тадеуш Лопацинський
Микола Тадеуш Лопацинський, Лопатинський Микола Тадеуш (*Мікалай Тадэвуш Лапацінскі, 20 травня 1715  —4 січня 1778) — політичний та військовий діяч Речі Посполитої.

## Життєпис
Представник білоруського шляхетського роду Лопатинських герба Любич. Син Леона Лопатинського і Регіни Свенцицької. Народився в родинному маєтку 1715 року. Здобув гарну освіту правознавця і красномовця, володів французькою, італійською, німецькою мовами, латиною.
З 1733 року перебував у почті маршалка великого литовського Олександра Павла Сапіги, а згодом його сина — Юзефа Станіслава Сапіги, єпископа-коад'ютора віленського.
Під час Війни за польську спадщину у 1733—1735 роках підтримав польського короля Станіслава I Лещинського. 1734 року брав участь в обороні Гданська від російських військ. Отримав від короля почесний чин королівського дворянина. Разом з Лещинським 1735 року вирушив у вигнання до Кенігсберга.
У 1736 році визнав королем Речі Посполитої Августа III, курфюрства Саксонії. У 1740-х роках стає клієнтом гетьмана великого литовського Михайла Казимира Радзивілла.
У 1739 році був призначений кравчим мстиславським, 1742 року став підчашим мстиславським, а 1744 року — войським Мстиславського воєводства. Обирався послом на вальні сейми в 1744, 1748, 1750, 1754, 1756, 1758, 1760, 1761, 1762, 1764, 1766, 1767 роках. 1748 року купив маєток Чуриловичі, які перейменував на Леонполь на честь батька.
1750 року призначається інстигатором великим литовським. Того ж року обирається депутатом (членом) до Головного Трибуналу Великого князівства Литовського. 1753 році організовував вибору до елекційного сеймика Полоцького воєводства. 1757 року отримує староство мстиславське. У 1760—1761 роках неодноразово скаржився на дії російських військ, що увійшли на територію Мстиславського воєводства, проте марно.
У 1764 році стає членом конфедерації Чарторийських. Згодом обирається послом від Мстиславського воєводства на конвокаційний сейм, а від браславського повіту — на елекційний сейм, де підтримав обрання Станіслава Августа Понятовського на королівський престол. Потім стає послом від воєводства смоленського на коронаційний сейм. Того ж року призначається на посаду писаря великого литовського. У 1766 році отримав орден Святого Станіслава. 1767 році стає членом Радомської конфедерації.
У 1767 році на сеймі Рєпніна увійшов до складу сеймової делегації, яка змушена під тиском російського полку князя Миколи Рєпніна підтвердити колишній державний устрій Речі Посполитої.
1774 році отримав в подарунок від короля Станіслава II маєток Бездани з умовою щорічної сплати далі вартості до Едукаційної комісії. У 1776 році стає маршалком Головного Трибуналу Великого князівства Литовського. У 1777 році стає кавалером ордену Білого Орла.

## Володіння
Мав земельні маєтності в Мстиславському, Вітебському, Полоцькому, Інфлянтському, Віленському і Трокському воєводствах, великий палац в вільно. Літньою резиденцією став Леонполь, де у 1750—1768 роках звів палац в стилі пізнього бароко з картинами фламандських та англійських живописців. Поруч із палацом заклали французький парк на терасах, обведених каналами, оранжерею. Палац зберігся дотепер (сього це католицький костел Христа Володаря світу). Тут було зібрано великий архів та чудову бібліотеку.
У 1772 році після першого розділу Речі Посполитої володіння Лопацинського опинилися розділеними по річці Двина між Річчю Посполитою та Російською імперією.

## Родина
Дружина — Барбара, донька Михайла Антонія Копеця, писаря великого литовського
Діти:
- Ян Никодим (1747—1810), староста мстиславський
- Юзеф Леон (1751—1803), єпископ жемайтський
- Станіслав
- Томаш Інгацій (1753—1827), королівський шамбелян (камергер) та дриський маршалок
- Казимира Барбара, дружина Юстиніна Немирович-Щитта, писаря скарбового литовського
- Бригітта Яна